# Ketzin
Ketzin là một đô thị thuộc huyện Havelland, bang Brandenburg, Đức.